# Dorfkirche Hohlstedt

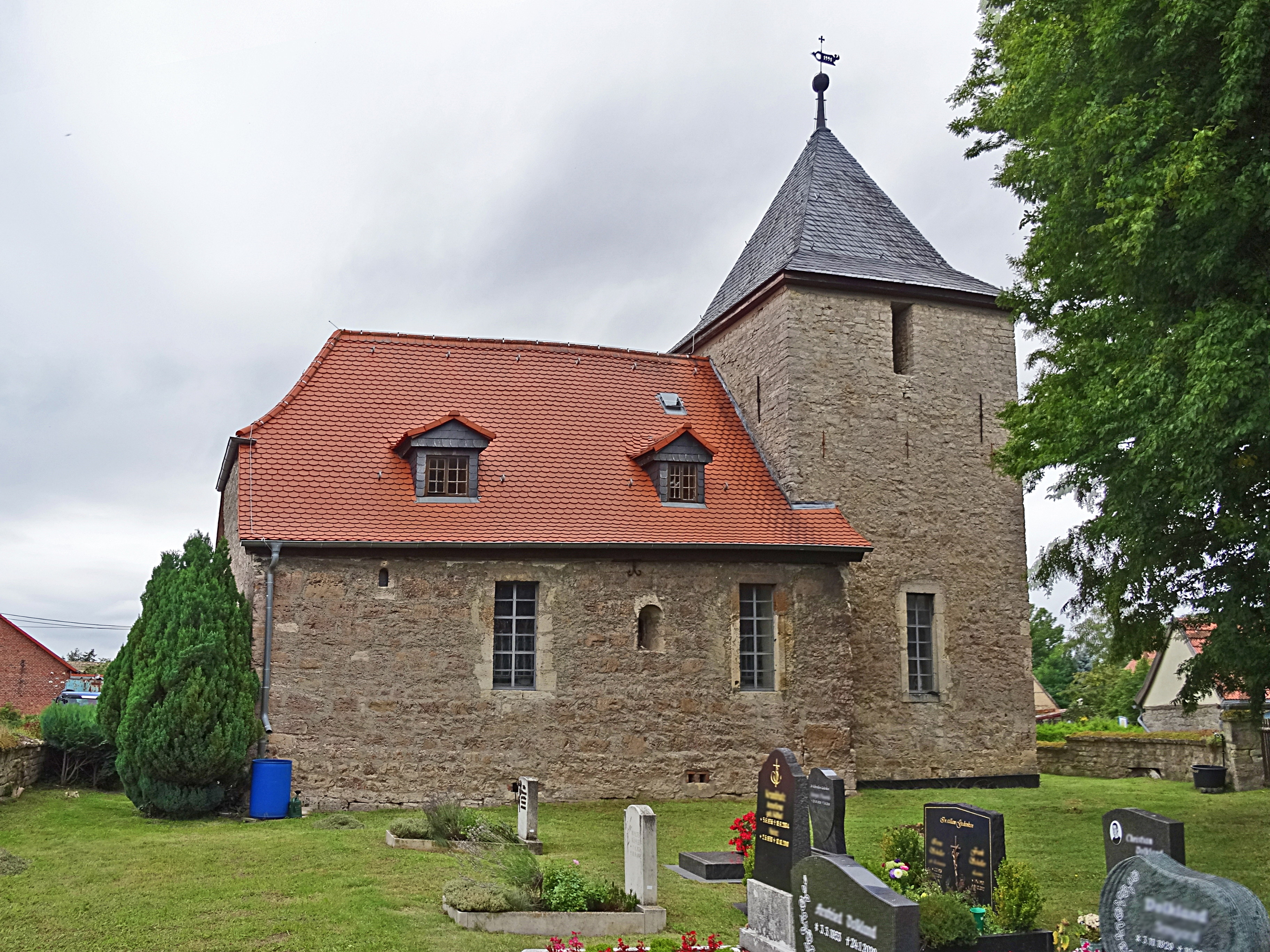
Die Kirche

Die evangelische Dorfkirche Hohlstedt im Ortsteil Hohlstedt der Gemeinde Großschwabhausen im Landkreis Weimarer Land in Thüringen befindet sich am Ortsrand des kleinen Dorfes. Sie gehört zum Kirchspiel Großschwabhausen im Kirchenkreis Jena der Evangelischen Kirche in Mitteldeutschland.

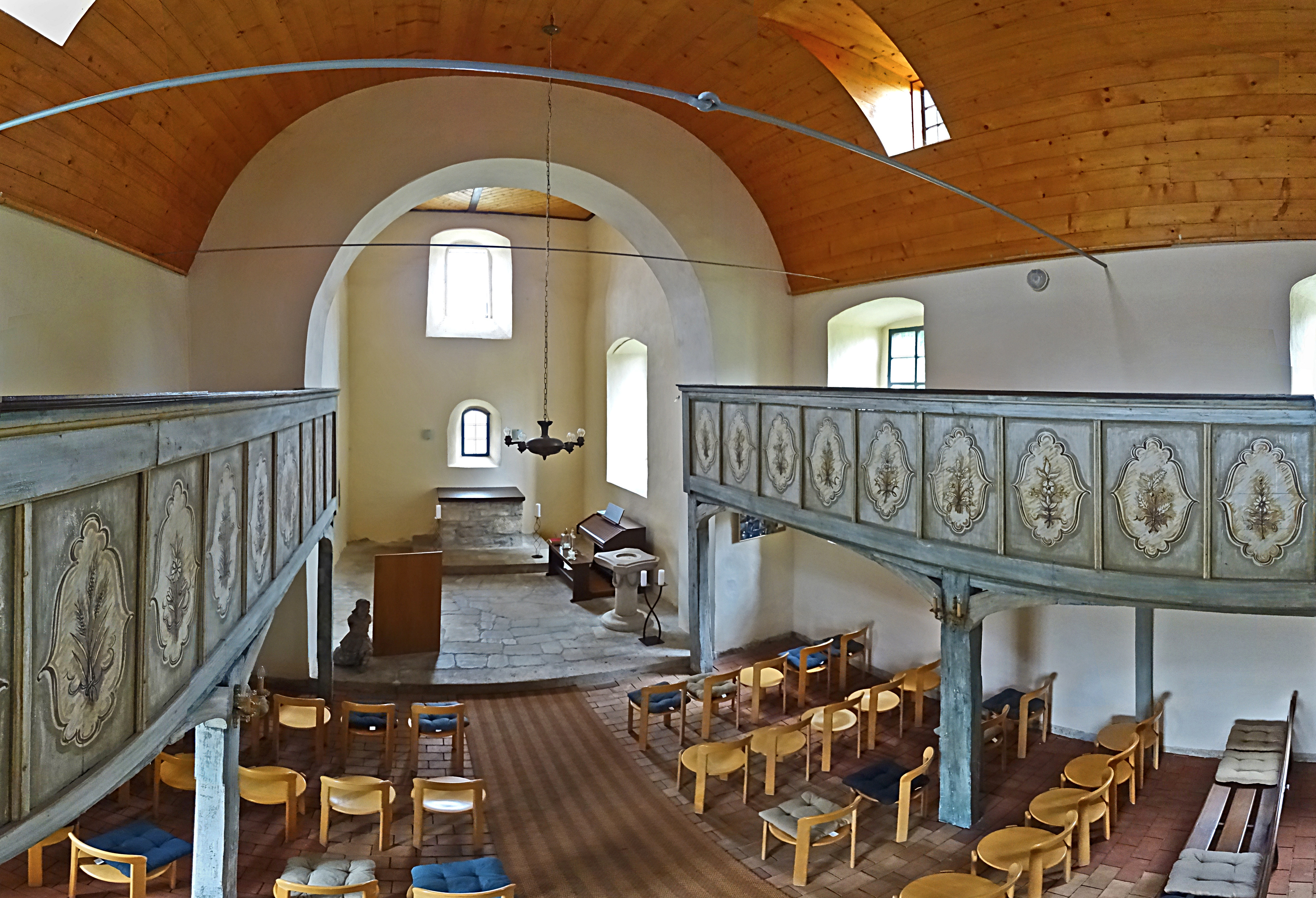
Innenansicht

## Geschichte
Die romanische Kirche aus dem 12. Jahrhundert wurde oft verändert. Nach einer Renovierung anlässlich der 1000-Jahr-Feier 1957 begann der Verfall.
Geplant war, aus der Kirche einen Getreidespeicher zu machen. Schließlich retteten beherzte Personen das Bauwerk.
1991 wurden das Dach und der Chorturm erneuert. Die mittelalterliche Glocke kehrte zurück. Seit 2001 dient die Kirche wieder als Gottesdienststätte.
Am 25. Mai 2007 wurde die 1050-Jahr-Feier mit der Einweihung festlich begangen.

## Glocken-Ritzzeichnungen
Die um 1430 gegossene Glocke hat seltene, kunsthistorisch bedeutsame Glockenritzzeichnungen, die in einem Werk der Kunsthistorikerin Ingrid Schulze  gewürdigt werden.